# Apocalypse
Az Apocalypse egy brazil progresszív rockegyüttes, melynek zenéje billentyűs hangszerekre épül, így szimfonikus rock jelző is helyénvaló rájuk. Számos együttes hatással volt rájuk, így például a Genesis, a Yes az ELP, a Pink Floyd, a Rush, vagy a Marillion.
Az együttes tagjai: Eloy Fritsch (szintetizátor), Magoo Wise (basszusgitár), Ruy Fritsch (gitár), Chico Fasoli (dob) és Gustavo Demarchi (furulya).